# Zeena Schreck

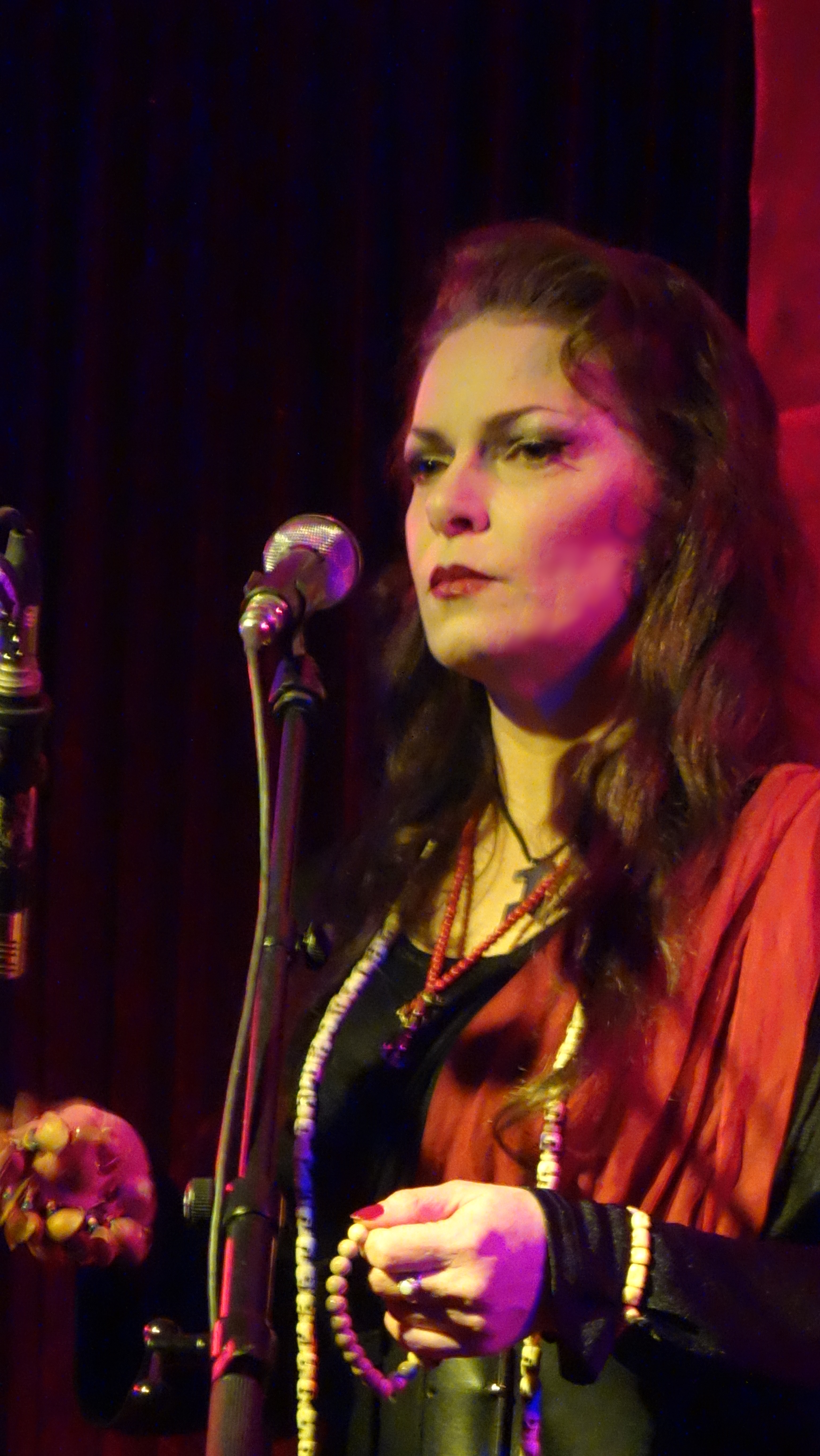
Schreck bei einem Auftritt im Berghain (2016)

Zeena Galatea Schreck  (* 19. November 1963 als Zeena LaVey) ist eine US-amerikanische ehemalige Satanistin und Künstlerin. Sie wurde als Tochter von Anton Szandor LaVey in die Church of Satan geboren, verließ diese allerdings 1990. Später wurde sie eine Anhängerin der altägyptischen Gottheit Set. 2002 war sie Hohepriesterin des Temple of Set, bevor sie kurz darauf das Sethian Liberation Movement gründete. Schreck war gemeinsam mit ihrem Ex-Mann Nicolas Schreck Mitglied der Band Radio Werewolf und wurde später Solokünstlerin. Anfang der 2020er Jahre lebte sie in Berlin und war Anhängerin des Buddhismus.

## Biografie
Zeena wurde in San Francisco als Tochter von Anton LaVey und Diane Hegarty, Begründer der Church of Satan, geboren. Am 23. Mai 1967 wurde die dreijährige Zeena von ihrem Vater in einer antichristlichen Zeremonie rituell getauft, die erste bekannte satanische Taufe der Geschichte, wobei ihr Vater über dem Körper einer nackten Frau Satan beschwor, wovon in der Presse berichtet wurde. In ihrer Jugend wurde die Familie aufgrund ihrer religiösen Ausrichtung häufig bedroht, was auch das Leben von Zeena negativ beeinflusste. So war sie Gegenstand Hunderter journalistischer Berichte und Interviews, insbesondere in Boulevard- und Männermagazinen, oft in reißerischem Stil. Bereits im Alter von 14 Jahren wurde Zeena schwanger und Mutter eines Sohnes, Stanton Zaharof. Schreck beschrieb ihre eigene Familie als „dysfunktional“ und ihren Vater als verantwortungslosen Narzissten, während ihre Mutter häufig abwesend war. Nach der High School schrieb sie sich am City College of San Francisco mit dem Hauptfach Schauspiel ein. Sie erhielt auch Unterricht im Stella Adler Studio of Acting und der San Francisco School of Dramatic Art.
Schreck war in der Kirche ihres Vaters aktiv und hatte in den 1980er Jahren als öffentliches Gesicht der Kirche zahlreiche Fernseh- und Medienauftritte, in denen sie die Church of Satan gegen Vorwürfe des rituellen Missbrauchs verteidigte, die durch die Missbrauchsvorwürfe an der McMartin-Vorschule und andere Vorfälle ausgelöst wurden. So diskutierte sie öffentlich mit dem Pastor Bob Larson. 1985 wurde sie eine Hohepriesterin der Church of Satan, trat 1990 allerdings aus der Kirche aus. Sie brach alle Kontakte zu ihrer Familie ab, ließ sich in Europa nieder und änderte ihren Nachnamen von LaVey in Schreck um, nachdem ihr bewusst geworden war, dass es sich bei ihrem Vater um einen notorischen Plagiator und Lügner handelte. Nach ihrem Austritt war sie im Temple of Set aktiv, einer okkult-gnostischen Gruppe, die sich der Verehrung der altägyptischen Gottheit Set verschrieben hat und verschiedene magische Rituale praktiziert. Die Gruppe wurde von Michael Aquino gegründet, einem ehemaligen Vertrauten ihres Vaters und Mitglied der Church of Satan.

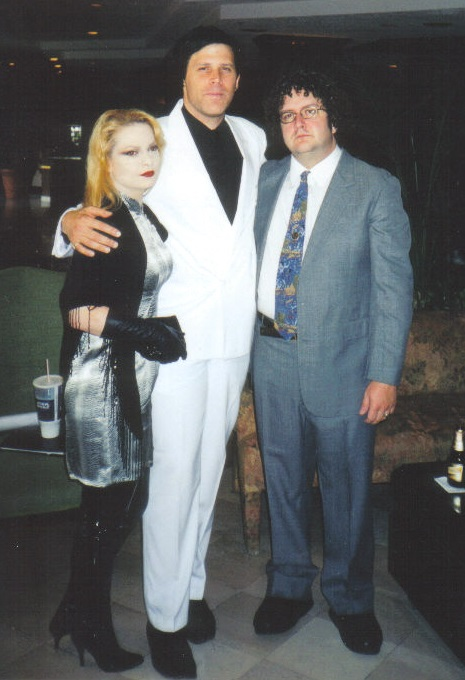
Schreck (links) und Nikolas Schreck (Mitte) und Don Webb (ehemaliger Hohepriester des Temple of Set)

Innerhalb des Temple of Set stieg sie 2002 zur Hohepriesterin auf, verließ jedoch nach einem Schisma im November 2002 auch diese Gruppe und gründete gemeinsam mit anderen ehemaligen Mitgliedern des Temple das Sethian Liberation Movement. Anfang der 2010er Jahre begann sie sich dem tibetischen Vajrayana-Buddhismus zuzuwenden und blieb gleichzeitig als spirituelle Führerin der Sethians aktiv. Sie lehrt auch an der Buddhistischen Gesellschaft Berlin. Zeena war von 1988 bis 2015 mit ihrem Radio Werewolf-Bandpartner Nikolas Schreck verheiratet. Im Jahr 2019 gaben die beiden eine gemeinsam verfasste öffentliche Erklärung auf ihren jeweiligen Websites ab, in dem sie ihre Scheidung verkündeten, nachdem beide bereits seit 2007 getrennt gelebt hatten. Zeena entschied sich dafür, ihren Ehenamen zu behalten und erklärte auf ihrer Website, dass sie ihren Geburtsnamen (LaVey) „aufgrund des schweren Gewichts des negativen Karmas, das damit einhergeht“, nicht wieder annehmen würde.

## Kunst
Schreck ist Schauspielerin, Dokumentarfilmerin, Musikerin und Autorin. Zeenas Arbeit als Fotografin, bildende Künstlerin, Musikerin/Komponistin und Schriftstellerin ist stark von mystischen und magischen Traditionen beeinflusst. Stilistisch fühlte sie sich schon früh zu Künstlern hingezogen, deren Kunst von einer mystischen oder magischen Vision durchdrungen war. Als ihr Mentor fungierte der Filmemacher Kenneth Anger, der ein Bekannter ihres Vaters war und ihr Patenonkel wurde. Zeena war Koproduzentin, Sprecherin und steuerte auch einen Teil der Filmmusik für den Dokumentarfilm Charles Manson Superstar (1989) bei, der sich mit dem Kultführer Charles Manson beschäftigt. Für den Film wurde Manson sogar extra im Gefängnis interviewt.
Von 1988 bis 1993 war Zeena Co-Leiterin des experimentellen Musikprojekts Radio Werewolf. Sie wirkte als Komponistin, Sängerin, Musikerin und Grafikerin an den Radio Werewolf-Liedern Songs for the End of the World, The Lightning and the Sun, Bring Me The Head of Geraldo Rivera, Boots/Witchcraft und Love Conquers All mit. Am 23. Mai 2015 kehrte Zeena nach 24-jähriger Abstinenz von musikalischen Auftritten offiziell als Solokünstlerin zum Wave-Gotik-Treffen in Leipzig zurück. Das Konzert, das inmitten von antiken Artefakte im Ägyptischen Museum Leipzig der Universität Leipzig stattfand, war eine einzigartige rituelle Klanglandschaft, die Zeena speziell für das Thema dieser Umgebung komponierte.
Auf Zeenas Homepage wurde bekannt gegeben, dass am 11. März 2020 ihre erste Soloaufnahme, Bring Me The Head of F.W. Murnau: A Ghost Story in Six Acts (Eine Geistergeschichte in sechs Akten), inspiriert von Nachrichtenberichten, dass der Kopf des Regisseurs unter mysteriösen Umständen aus seinem Grab gestohlen wurde. Viele der in den Tracks enthaltenen Geräusche wurden in Feldaufnahmen an Murnaus ehemaligem Wohnsitz in Berlin und an seiner Grabstätte in Stahnsdorf eingefangen.

## Werke
- Demons of the Flesh: The Complete Guide to Left Hand Path Sex Magic  2002. ISBN 1-84068-061-X Das von Zeena und Nikolas Schreck gemeinsam verfasste Buch befasst sich eingehend mit dem Thema Sexualmagie und der Verehrung des Weiblichen im östlichen Tantra, heidnischen Ritualismus, Christentum und westlichen Okkultismus.
- Straight to Hell: 20th Century Suicides. 2004. Creation Books, ISBN 978-1-84068-090-4 Zeena Schreck schrieb das Kapitel zu Heaven’s Gate